# 日本医療薬学会
一般社団法人日本医療薬学会（にほんいりょうやくがっかい）は1990年6月に設立された病院薬学・医療薬学の日本の学会。旧称日本病院薬学会（2001年1月まで）。事務所を東京都渋谷区渋谷2丁目12番15号日本薬学会長井記念館内に置く。2023年度の正会員数13,896名。日本学術会議協力学術研究団体のひとつ。
がん専門薬剤師、2012年から薬物療法専門薬剤師の認定を行っている。

## 歴史
前身である日本病院薬学会は日本病院薬剤師会を中心として設立された。設立時会員は1200名あまり。
2008年に法人化。

## 刊行物
日本病院薬剤師会の『病院薬学』を後継して後に改称した学術雑誌『医療薬学』を発行している。
また、2015年1月にオープンアクセスの国際ジャーナルとして『Journal of Pharmaceutical Health Care and Sciences』を発行している。2016年よりPubMedに収載されており、2023年のインパクトファクターは1.2。